# Gymnocanthus
Gymnocanthus és un gènere de peixos pertanyent a la família dels còtids.

## Descripció
- Cos nu (llevat d'algunes plaques òssies a la part inferior de l'aleta pectoral).
- Cap ample (o lleugerament comprimit) i, en general, cobert de plaques òssies.
- Línia lateral sense plaques òssies.
- Nombre de vèrtebres: 36-43.[2]

## Reproducció
La posta és d'uns pocs centenars d'ous, els quals són demersals i grossos.

## Alimentació
Mengen peixos i petits invertebrats bentònics.

## Hàbitat
Són peixos marins i costaners.

## Taxonomia
- Gymnocanthus detrisus (Gilbert & Burke, 1912)[3]
- Gymnocanthus galeatus (Bean, 1881)[4]
- Gymnocanthus herzensteini (Jordan & Starks, 1904)[5]
- Gymnocanthus intermedius (Temminck & Schlegel, 1843)[6]
- Gymnocanthus pistilliger (Pallas, 1814)[7]
- Gymnocanthus tricuspis (Reinhardt, 1830)[8]
- Gymnocanthus vandesandei (Poll, 1949)[9][10][11][12][13][14]

## Interès comercial
No en tenen cap.